# سیارک ۳۵۹۱

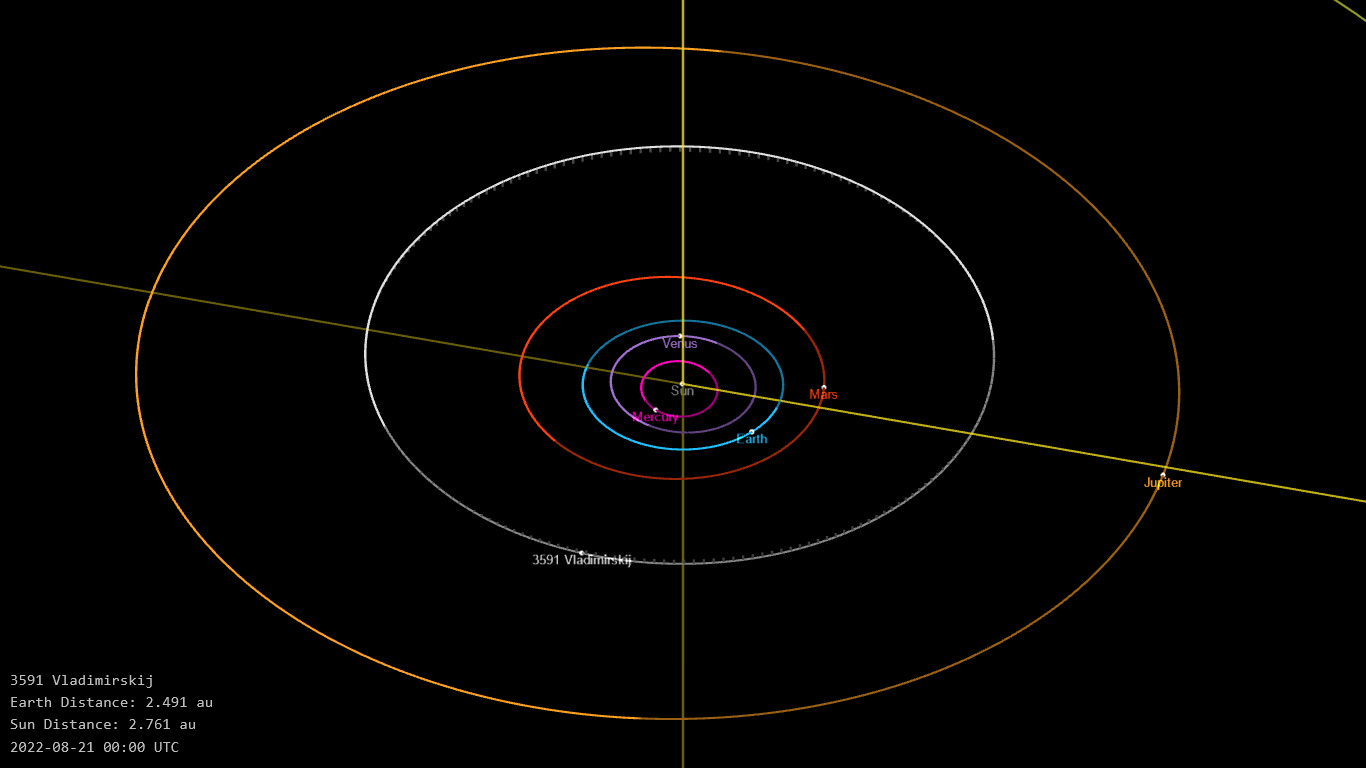
نمایی از محل قرارگیری سیارک ۳۵۹۱ در مدار - ۲۰۲۲

سیارک ۳۵۹۱ (به انگلیسی: 3591 Vladimirskij، نامگذاری:1978QJ2) سه هزار و پانصد و نود و یکمین سیارک کشف شده‌است که در ۳۱ اوت ۱۹۷۸ کشف شد.
قدر مطلق سیارک برابر ۱۱٫۵۰ است.